# Bathypolypus
Bathypolypus là một chi bạch tuộc trong họ Octopodidae.

## Loài
Loài trong chi Bathypolypus bao gồm:
- Bathypolypus arcticus (Prosch, 1847)
  - Bathypolypus arcticus arcticus – spoonarm octopus (Prosch, 1847)
  - Bathypolypus arcticus proschi Muus, 1962
- Bathypolypus faeroensis (Russell, 1909)
- Bathypolypus rubrostictus Kaneko & Kubodera, 2008[2]
- Bathypolypus sponsalis – globose octopus (Fischer & Fischer, 1892)
- Bathypolypus valdiviae – boxer octopus (Thiele in Chun, 1915)

Từ đồng nghĩa:
- Bathypolypus salebrosus (Sasaki, 1920) là một từ đồng nghĩa với Sasakiopus salebrosus (Sasaki, 1920)[3]